# Vasilios Dedidis
Vasilios Dedidis (griechisch Βασίλειος Δεδίδης, auch Vasileios Dedidis; * 10. Januar 2000 in Weimar) ist ein griechisch-deutscher Fußballspieler.

## Karriere

### Verein
Dedidis begann mit dem Fußballspielen im Sommer 2007 in der Jugendabteilung des FC Carl Zeiss Jena. Nachdem er für seinen Verein 44 Spiele in der B- und A-Junioren-Bundesliga bestritten hatte, kam er auch zu ersten Einsätzen im Seniorenbereich in der 2. Mannschaft in der Oberliga Nordost. Für Jenas zweite Mannschaft kam der er auf 18 Ligaspiele, bei denen ihm zwölf Tore gelangen, bis der landesweite Spielbetrieb aufgrund der COVID-19-Pandemie im März 2020 unterbrochen wurde. Anfang Juni 2020 wurde Dedidis von Cheftrainer Kenny Verhoene im Rahmen einer vereinsinternen Umstrukturierungsmaßnahme gemeinsam mit fünf weiteren Oberligaspielern in den Kader für die 3. Liga, der wieder am Ligabetrieb teilnehmen konnte, berufen. Dort kam er auch zu seinem ersten Einsatz im Profibereich, als er am 14. Juni 2020, dem 32. Spieltag, beim 0:0 im Heimspiel gegen den KFC Uerdingen 05 in der 72. Spielminute für Dominik Bock eingewechselt wurde. Nach dem Abstieg des FC Carl Zeiss in die Regionalliga blieb Dedidis beim Verein und kam in den kommenden beiden Saisons regelmäßig zu Einsätzen.
Nach 16 Jahren als Spieler für Carl Zeiss Jena wechselte Dedidis im Sommer 2023 zum Ligakonkurrenten BFC Dynamo. Mit den Hohenschönhausenern gewann er 2025 den Berliner Landespokal. Sein Vertrag wurde im Sommer 2025 nicht verlängert, nachdem er infolge eines Bandscheibenvorfalls dauerhaft spielunfähig war.

### Nationalmannschaft
Dedidis lief 2017 in insgesamt vier Spielen für die griechische U-17 auf, bei denen ihm insgesamt zwei Tore gelangen. Im Jahr 2018 erfolgte ein Einsatz für die U-19.